# Hans Gehrig

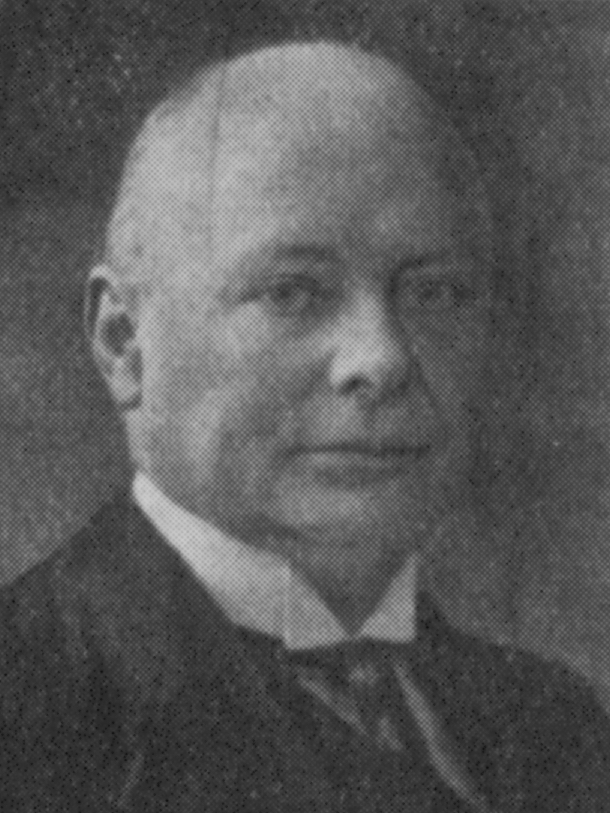
Hans Gehrig

Hans Gehrig (geboren 22. August 1882 in Homberg; gestorben 28. März 1968 in Halle (Saale); voller Name Hans Julius Parthenios Gehrig) war ein deutscher Volkswirt. 

## Leben
Nachdem Gehrig, Sohn eines Schulrats, die Landesschule Pforta seit 1895 besucht hatte, erhielt er 1901 das Abitur. Danach begann er ein Studium der Rechts- und Staatswissenschaft an den Universitäten Münster sowie Heidelberg, außerdem studierte er Geschichte. An erstgenannter Universität promovierte er im September 1904 zum Doktor der Staats- und Wirtschaftswissenschaften. Seine Dissertation Die Warenhaussteuer in Preußen wurde preisgekrönt. Danach wurde er Referendar an einem Landgericht und 1905 schließlich Assistent der Handelskammer Magdeburg.
1906 wirkte Gehrig als wissenschaftlicher Hilfsarbeiter beim Reichsarbeitsblatt, 1907 und 1908 arbeitete er am Kaiserlichen Statistischen Amt Berlin mit, wo er für die erste internationale Gewerkschaftsstatistik verantwortlich war.
An der Universität Halle fand 1909 Gehrigs Habilitation für Staatswissenschaften statt, wonach er seit dem 1. Mai als Privatdozent Vorlesungen hielt. Zwei Jahre später erhielt er einen Lehrauftrag für Einführung in die Staats- und Wirtschaftslehre, im Folgejahr schließlich wurde er etatmäßiger Professor der Staatswissenschaften an der TH Hannover. Diese Berufung fand zum 1. August 1912 statt, u. a. weil er die sechste Auflage von Conrads Finanzwissenschaft herausgegeben hatte.
Am 1. April 1915 stellte die TH Dresden Gehrig wegen seines Werks Das Prinzip der Sozialreform als ordentlichen Professor für Nationalökonomie und Statistik ein. Im Ersten Weltkrieg war er zunächst freiwilliger Krankenpfleger, weshalb er seine Lehrtätigkeit erst 1918 aufnehmen konnte. Von September 1916 bis April 1918 war er außerdem Mitglied der Politischen Abteilung des Generalgouvernements Brüssel. 
Danach beschäftigte Gehrig sich als ordentlicher Professor für Volkswirtschaft und Statistik an der TH Dresden mit dem Aufbau eines sozial- und wirtschaftswissenschaftlichen Instituts. Dort wurde er 1919 als Vorsitzender der dortigen Hochschulwirtschaftsgenossenschaft eingesetzt. Zwei Jahre später wurde er auch Leiter der Wirtschaftshilfe der Deutschen Studentenschaft. Zu seinen Kollegen in der Allgemeinen Abteilung und Freunden gehörte der Romanist Victor Klemperer. Im November 1933 unterzeichnete er das Bekenntnis der deutschen Professoren zu Adolf Hitler. Am 22. September 1934 wurde er gemäß Paragraph 6 des Berufsbeamtengesetzes emeritiert aufgrund seiner liberalen Einstellung. Er gehörte der DDP an, seine linksliberale politische Einstellung änderte sich auch nach der Machtergreifung durch die Nationalsozialisten nicht. Er ließ sich als Privatgelehrter nieder. Erst im Juli des Jahres 1945 wurde er durch die sächsische Regierung wieder als Professor eingesetzt. Außerdem trat er der LDPD bei.
1947 wechselte Gehrig an die Universität Halle als ordentlicher Professor, später als Professor mit Lehrstuhl, und wurde Direktor des Seminars für Staatswissenschaft. Emeritiert wurde er im März 1951.

## Werke
- Begründung des Prinzips der Sozialreform (1914)
- Deutsche Staatswissenschaften und Wirtschaftspolitik (1919)
- Das volkswirtschaftliche Studium an der Dresdener TH (1926)
- Die Leistung der Deutschen Volkswirtschaftslehre (1936)
- Friedrich List als Denker und Kämpfer (1945)